# طائر البحر (مسلسل)
طائر البحر هو مسلسل تلفزيوني درامي مصري عُرض أول مرة سنة 1972، إخراج كمال الشامي، وتأليف مصطفى بركات عن مسرحية للكاتب الروسي أنطون تشيخوف، وإنتاج اتحاد الإذاعة والتلفزيون المصري، ومن بطولة صلاح ذو الفقار وسناء جميل.

## ملخص القصة
تدور الأحداث حول علاقة الممثلة نوال بالكاتب الشهير سامح وحبها الشديد له. لكن الكاتب يتبادل مشاعر حب حقيقية بمها التي كان يكتب رواياته بإحساس مطلق تجاه هذا الحب الكامن.

## طاقم التمثيل
- صلاح ذو الفقار
- سناء جميل
- زيزي البدراوي
- محسن سرحان
- نادية رشاد
- عبد الوارث عسر
- مختار أمين

## وصلات خارجية
- طائر البحر على موقع قاعدة بيانات الأفلام العربية